# Landberg (ätt)
Landberg är en svensk släkt med italiensk grevlig värdighet.

## Historia
Kung Umberto II förlänade i Rom den 24 augusti 1884 grevlig värdighet åt Carlo Landberg. Carlo Landberg gifte sig samma år 1844 med Gabriele Henriette von Hallberger från Tyskland. Hon var dotter till affärsmannen Eduard Hallberger och äldre syster till Helene von Reitzsenstein.

## Vapen
Blasonering: skölden kvadrerad, i 1. och 4. fälten på röd botten tre (2, 1) femuddiga silverstjärnor, 2. och 3. fälten sex gånger kluvna af blått och guld; ur hjälmens krona växer en högervänd, svart björn, belagd med en femuddig silverstjärna; hjälmtäcken i h. guld, silver o. rött, v. guld, silver o. blått; sköldhållare tvenne svarta björnar. Devis: Ardva scando.

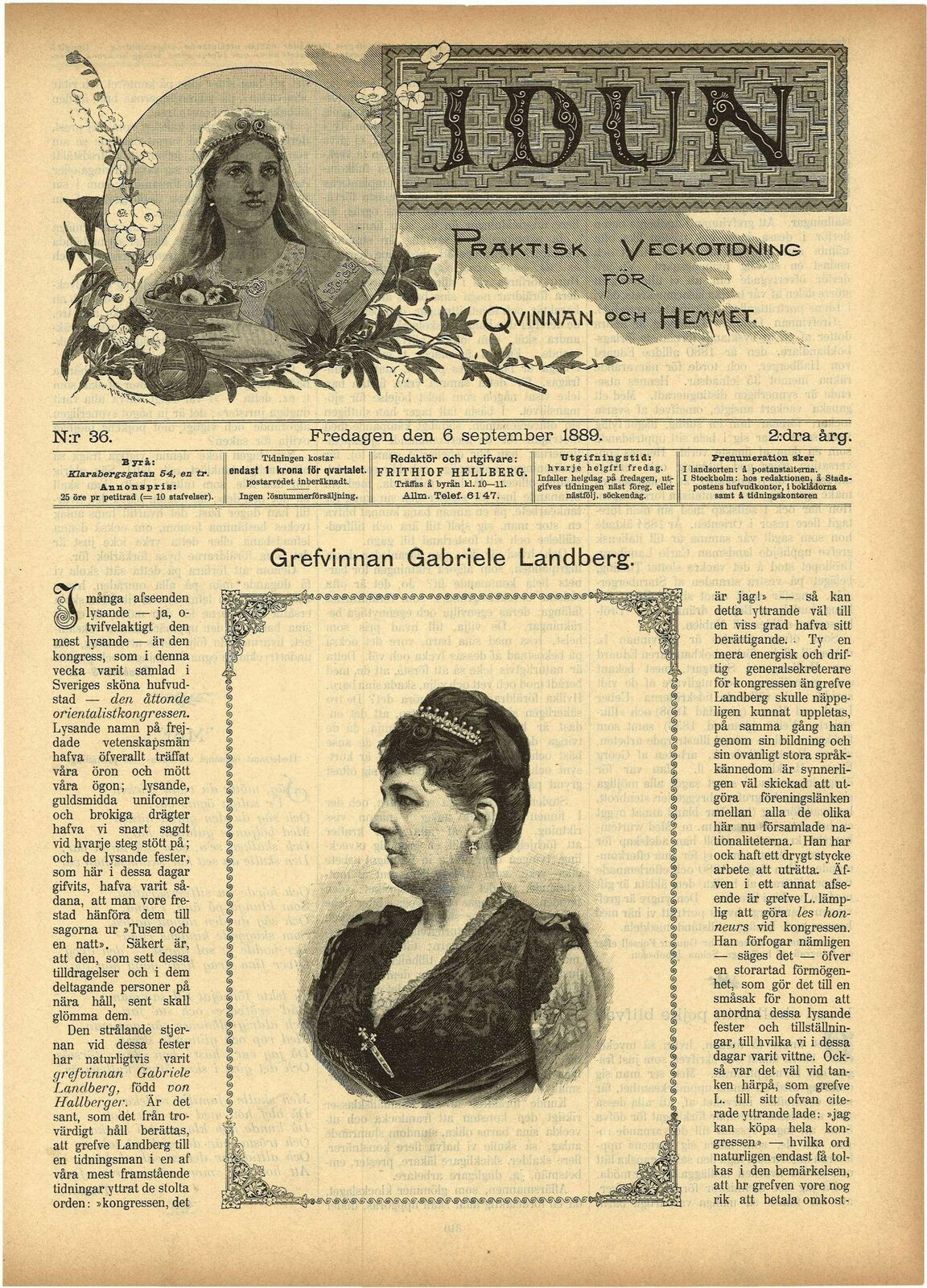
Grefvinnan Gabriele Landberg Idun 1889.